# روب شيفيلد
روب شيفيلد (بالإنجليزية: Rob Sheffield)‏ هو ناقد موسيقي وكاتب وصحفي أمريكي، ولد في 2 فبراير 1966 في الولايات المتحدة.

## وصلات خارجية
- روب شيفيلد على موقع IMDb (الإنجليزية)
- روب شيفيلد على موقع روتن توميتوز (الإنجليزية)